# Adiabène
L’Adiabène (grec ancien Ἀδιαβηνή, Adiabène, lui-même dérivé de l'araméen ܚ ܕ ܝ ܒ ܐ, Ḥaḏy'aḇ ou Ḥḏay'aḇ) est une région de l'Assyrie en Mésopotamie située entre le Grand Zab et le Petit Zab, deux affluents du Tigre. Elle est située autour de la ville d'Arbèles (proche de l'actuelle Erbil en Irak).
L'Adiabène est aussi le nom d'une satrapie de l'Empire perse, qui devint un royaume après sa conquête par l'Empire parthe. Le plus souvent le royaume d'Adiabène était vassal de l'Empire parthe, mais il a aussi parfois été vassal de l'Arménie. Située aux lisières de trois puissances (l'Empire romain, l'Empire parthe, l'Arménie), l'Adiabène a souvent su jouer sur ces trois grands « protecteurs » pour se ménager le plus grand espace d'indépendance.
Au Ier siècle, le royaume d'Adiabène s'est peu à peu étendu vers l'ouest en empiétant surtout sur l'Arménie et l'Osroène, jusqu'aux villes de Carrhes et d'Édesse. À cette époque, il a peut-être aussi contrôlé Hatra (région au nord de l'Irak, près de Mossoul).
L'Adiabène est surtout connue à partir des années 30, lorsque ses souverains (dynastie Monobaze) se convertissent au judaïsme, allant même jusqu'à participer à la révolte juive en Judée contre l'Empire romain en 66–70.
Par la suite, l'Adiabène subit plusieurs invasions romaines, notamment sous Trajan (116-117), puis à la fin du IIe siècle (Septime Sévère). Au début du IIIe siècle est créée la province romaine d'Assyrie, marquant la fin de l'Adiabène. Elle est finalement perdue pour Rome en 363, sous le règne de l'empereur Jovien, au profit de la dynastie perse des Sassanides.

## Histoire de l'Adiabène

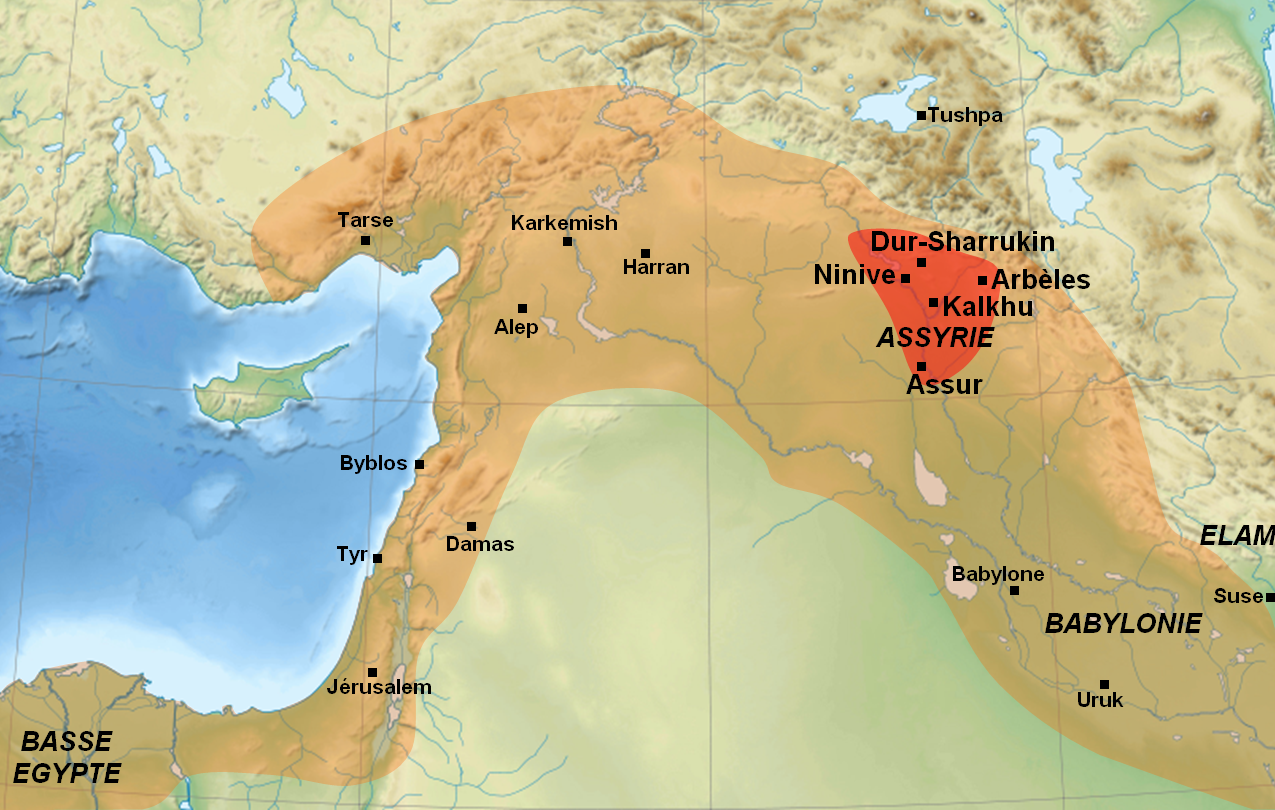
Le cœur historique de l'Assyrie (en rouge), et l'Empire assyrien lors de son extension maximale sous le règne d'Assurbanipal au milieu du (en orange).

L'Adiabène occupe une région de Mésopotamie située entre le Grand Zab (Lycus, « loup ») et le Petit Zab (Caprus, « sanglier »), deux affluents du Tigre. C'est pour cela que cette région était aussi appelée « pays des deux Zab ». Selon Strabon, ses villes principales étaient Arbèles et Ninive. Ammianus Marcellinus y ajoute Ecbatane et Gaugamèles,.
Selon l'encyclopædia Iranica, les archives parthes ayant été systématiquement détruites par les Sassanides, la plus grande partie de nos connaissances actuelles des limites de l'Adiabène proviennent des géographes de la Grèce antique et de Rome, comme Strabon, Ptolémée et Pline l'Ancien qui dans son « Histoire naturelle » mentionne explicitement « l'Adiabène Arménienne qui était appelée Assyrie ». De plus, les archives d'Édesse — capitale du royaume frère d'Osrohène — ont aussi été détruites en même temps que la ville a été rasée par Lusius Quietus, lors de la guerre parthique de Trajan. Les écrivains byzantins plus tardifs se réfèrent quelquefois à l'Adiabène. Les détails historiques les plus précis se trouvent dans les écrits de Flavius Josèphe (Antiquités 20) et Tacite (Annales 12).

### Périodes assyrienne puis perse
Le cœur de l'Adiabène (les villes d'Arbèle et de Ninive) faisait partie du cœur historique de l'Assyrie, un royaume qui s'est formé à partir de la région d'Assur. À partir de cette région s'est formé au IIe millénaire av. J.-C. un royaume puissant qui est devenu par la suite un empire. 
Aux VIIIe et VIIe siècles av. J.-C., l'Assyrie contrôle des territoires s'étendant sur la totalité ou sur une partie de plusieurs pays actuels tels que l'Irak, la Syrie, le Liban, la Turquie ou encore l'Iran.
Au IVe siècle av. J.-C., l'Adiabène est l'une des satrapies de l'empire des Achéménides (Empire perse).

### Période hellénistique
C'est dans la région de l'Adiabène qu'a lieu la bataille de Gaugamèles (331 av. J.-C.), décisive pour la conquête de la Perse par Alexandre le Grand. Après la conquête et la mort d'Alexandre, elle est intégrée à l'Empire hellénistique des Séleucides, puis en devient l'une des satrapies.

Carte situant l'Adiabène, la Gordyène (ou Corduène), l'Osroène, la Sophène, la Commagène et l'Atropatène à l'époque de l'apogée de l'Arménie sous Tigrane II.

Dans la deuxième partie du IIe siècle av. J.-C., l'Adiabène devient un royaume vassal de l'Empire parthe. Les Parthes ont dépossédé les Séleucides de leurs territoires d'abord en Iran et par la suite en Mésopotamie. Les Arsacides, la dynastie parthe régnante, laissaient une grande liberté à leurs feudataires. Ainsi le satrape d'Adiabène était généralement autorisé à s'appeler lui-même roi et était reconnu comme tel par ses contemporains. Il n'a pas exercé le privilège de frapper sa propre monnaie, alors que certains de ses pairs ont laissé beaucoup de preuves d'activité numismatique. Néanmoins, de minuscules productions métalliques, sans aucune indication de l'autorité responsable, mais datant de l'époque parthe et probablement utilisées pour les transactions mineures sur le marché local, ont été trouvées sur le site de Ninive (près de l'actuelle Mossoul).
Sous Tigrane II d'Arménie (95 à 55 av. J.-C.), l'Adiabène devient vassale du royaume d'Arménie pendant plus de vingt ans.
En 85 av. J.-C., Tigrane II d'Arménie rejette la vassalité de l'Arménie envers les Parthes, il récupère des territoires qu'il avait dû leur céder, pille le pays parthe, et impose sa suzeraineté sur plusieurs territoires parthes, dont l'Adiabène, l'Osroène (pays d'Édesse), la Gordyène et l'Atropatène, l'Arzanène (pays d'Ardzène, vers le haut du Tigre) et la Mygdonie (ou pays de Nisibe). « Les dynastes ou rois de ces provinces conservent leur couronne, mais comme vassaux du nouveau “Grand Roi”». Tigrane prend en effet le titre de « roi des rois », réservé aux souverains parthes. Mais en 65 av. J.-C., Pompée envahit l'Arménie qui devient alors un protectorat romain. Les Parthes en profitent pour se jeter sur l'Arménie. D'une traite, ils pénètrent jusque sous les murs d'Artaxata, mais s'ils doivent ensuite se replier, ils récupèrent la souveraineté sur plusieurs territoires dont l'Adiabène et la Corduène,. Par la suite les Romains interviennent pour chasser les Parthes de Corduène, montrant ainsi qu'ils prennent au sérieux la protection de Tigrane le Grand devenu leur roi client (accords d'Artaxata). Toutefois, les Parthes s'en emparent à nouveau deux ans après.

### Bataille de Carrhes
Le général romain Crassus arrive en Syrie en 54 av. J.-C. et franchit l’Euphrate, frontière que le roi parthe Phraatès III avait signifiée à Pompée.
L'année suivante la guerre reprend, Crassus franchit l’Euphrate à Zeugma. De son côté, le roi parthe Orodès II scinde son armée en deux et envoie son infanterie ravager l’Arménie, pour la punir de son alliance avec les Romains, tandis qu’il confie sa cavalerie à Suréna pour qu’il empêche la progression des Romains. La première partie de ce plan réussit, car Artavazde II d’Arménie informe Crassus que l’attaque qu’il subit l’empêche d’envoyer tout renfort aux Romains.

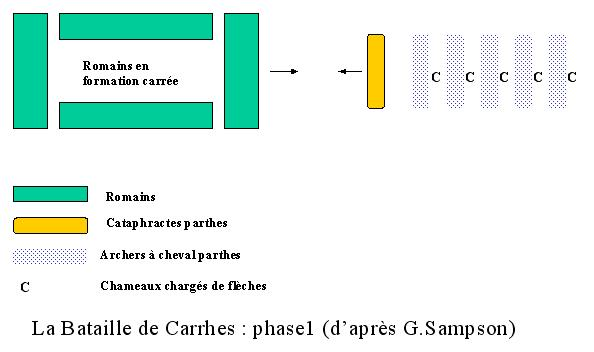
L'armée romaine formée en carré face aux cavaleries lourde et légère des Parthes, juste avant que les archers à cheval parthes se déploient pour encercler les Romains, accompagnés à distance par les chameaux chargés de flèches.

Sur le conseil d’un chef local, faux allié des Romains qui mène un double jeu, le roi d'Osroène Augarus ou Acbarus,, (probablement un membre de la dynastie Abgar d'Osroène), les Romains se dirigent sur une zone de plaine désertique, que Dion Cassius décrit avec des bois et des inégalités propices pour dissimuler des troupes. C’est là qu’attendent les forces de Suréna. Harcelé par les archers à cheval de l'armée parthe et cherchant à éviter l’encerclement, le fils de Crassus, Publius Crassus, contre-attaque les Parthes avec 1 300 cavaliers dont ses cavaliers gaulois. Les Parthes prennent la fuite, Publius les poursuit avec sa cavalerie, suivie au pas de course par 8 cohortes et 500 archers, soit plus de six mille hommes. Lorsque Publius Crassus est éloigné du gros de l’armée romaine, les cavaliers parthes arrêtent de fuir et font face, pendant que surgissent les cataphractaires (la cavalerie lourde) postés en réserve et vers lesquels la fuite des Parthes a conduit les forces de Publius Crassus. Les cataphractaires chargent la cavalerie romaine, qui est trop légère pour résister, tandis que le reste de la cavalerie parthe encercle et crible de flèches les Romains. Cernés, ils sont anéantis. Publius Crassus et ses officiers se suicident ou sont tués, les Parthes ne font que 500 prisonniers. Seuls quelques messagers envoyés appeler le secours de Crassus en réchappent,.
Informé de la situation de son fils, Crassus fait avancer ses soldats, mais trop tard : les Parthes attaquent le gros de l’armée romaine, brandissant la tête de Publius au bout d’une pique, les « alliés » d'Osroène changent de camp pour attaquer les Romains à revers, tandis que les cataphractaires chargent de front avec leurs longues piques et que les archers montés criblent de flèches les flancs romains. C'est une véritable déroute pour l'armée romaine, le massacre dure jusqu’au retrait parthe, à la tombée de la nuit,.
Les Romains lèvent le camp pour regagner Carrhes pendant la nuit sans attirer l’attention des Parthes, en abandonnant sur place quatre mille blessés. Les Parthes attendent le jour pour procéder à la poursuite. Le jour venu, les Parthes achèvent ou font prisonniers les survivants, capturent les trainards, anéantissent 4 cohortes qui s’étaient égarées pendant le repli. Les Romains sont assiégés dans la ville sans espoir de secours, et Crassus décide alors la retraite vers les montagnes pendant la nuit. Pressé par ses soldats au bord de la sédition, Crassus est obligé d’accepter une rencontre avec Surena. Le contact préliminaire dégénère. Dans l’affrontement, Octavius et Crassus périssent, tués par les Parthes ou par une main romaine, pour éviter l’humiliation de la captivité,,. Les pertes romaines sont estimées à 20 000 morts et 10 000 prisonniers pour de faibles pertes du côté parthe.
En conséquence, l'Osroène revient clairement dans la sphère d'influence parthe et l'Euphrate est réaffirmé comme frontière entre les deux empires. D'autre part, les Romains conservent une crainte respectueuse des capacités militaires des Parthes.

### Dynastie Monobaze

#### Conversion au judaïsme et conséquences

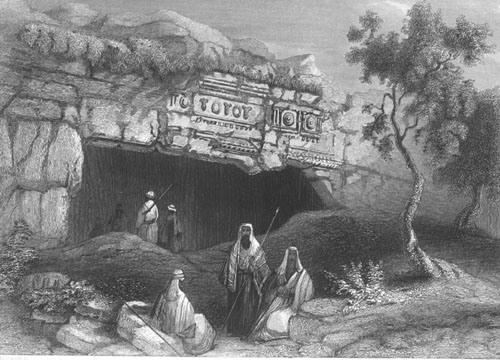
Entrée ouest du tombeau des Rois. XIXe siècle. Ce tombeau est celui que la reine Hélène d'Adiabène fit construire et où ont été inhumés plusieurs des Monobaze.

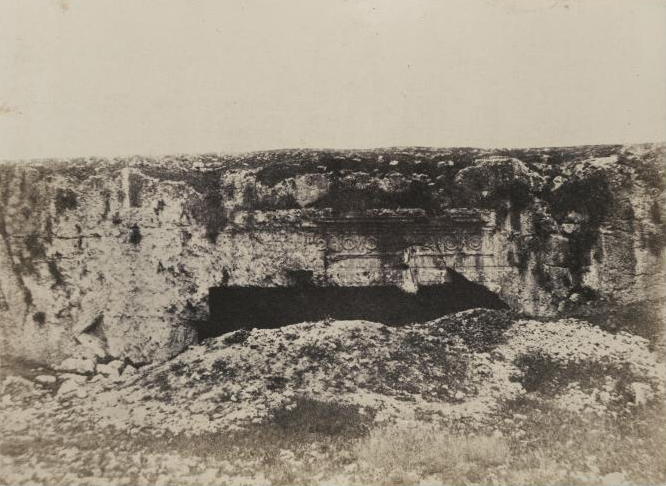
Entrée ouest du tombeau des Rois. XIXe siècle.

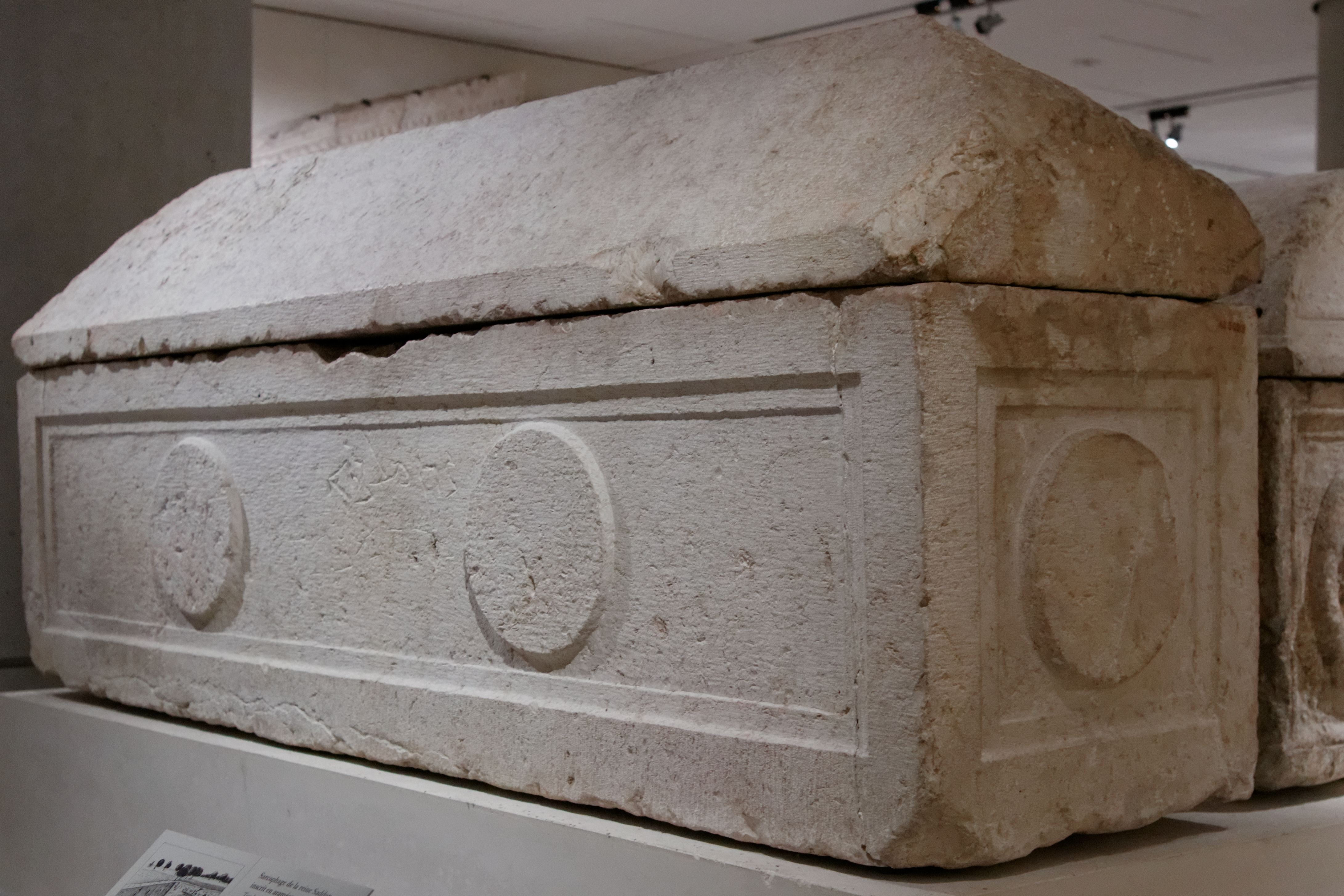
Le sarcophage d'Hélène d'Adiabène.

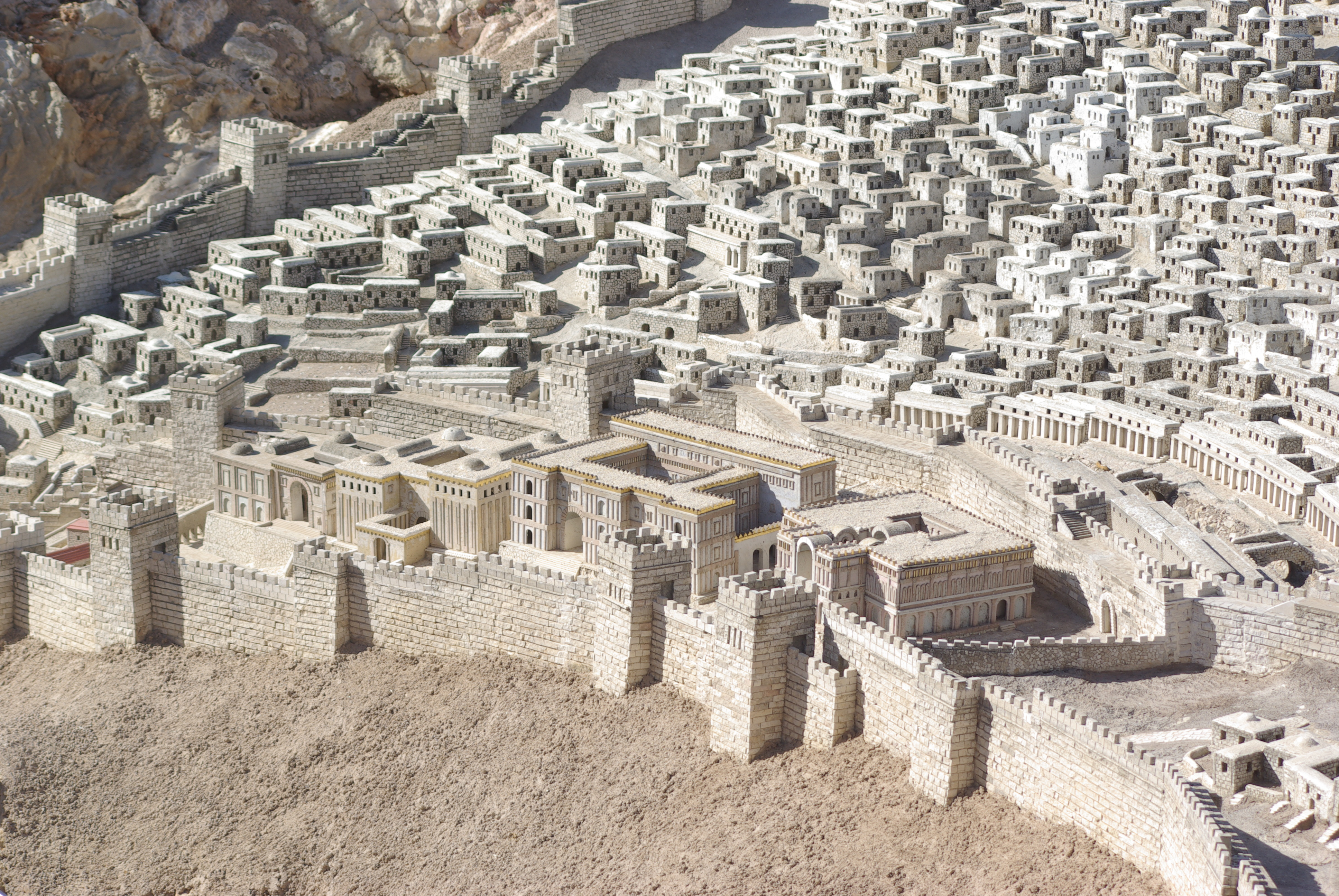
Reconstitution du palais d'Hélène d'Adiabène à Jérusalem.

Après la mort de Monobaze Ier, sa femme Hélène d'Adiabène et le fils qu'il a choisi pour lui succéder, Izatès II, se convertissent au judaïsme. Izatès se fait même circoncire. Tous ses autres frères se convertissent eux aussi presque simultanément, ainsi semble-t-il que leurs proches.
Dans les années 30, le roi parthe Artaban III fait cadeau de Nisibe (et du territoire de Mygdonie environnant) à Izatès II qui, par son autorité, lui a permis de retrouver son trône, alors que sa noblesse avait mis en place un autre roi pour le remplacer,. À l'époque, le territoire de Nisibe est habité par un grand nombre de Juifs.
Après sa conversion au judaïsme, la reine Hélène d'Adiabène s’installa à Jérusalem et fit construire un palais pour elle et ses sept fils (en particulier Izatès II et Monobaze II, appelé Monbaz dans le Talmud) dans la partie nord de la colline de l'Ophel (aussi appelée cité de David), au sud du Mont du Temple / esplanade des Mosquées,. Son fils Monobaze II se fit lui aussi construire un palais non loin de celui de sa mère,. Au moment de la chute de Jérusalem (70), un troisième palais situé dans le quartier de l’Ophel, appartenait à la princesse Grapté qui selon Heinrich Graetz aurait été la petite-fille de la reine Hélène.
Monobaze était présent lorsque, après une bataille en 62, la paix a été conclue à Rhandeia entre les Parthes et l'Empire romain en l'an 63,[réf. à confirmer]. Ce traité prévoyait que l'Arsacide Tiridate resterait sur le trône arménien, mais comme client des Romains. Par ce traité, l'Adiabène devenait aussi vassale du royaume d'Arménie. En 66, Tiridate se rendit à Rome pour y être couronné par Néron, « amenant comme otages trois de ses neveux ainsi que les enfants de son vassal Monobaze d'Adiabène. »
Lors de la révolte juive contre Rome et la première Guerre judéo-romaine (66–70), à la différence des Juifs de Babylonie, la famille royale d'Adiabène a pris une part active à la révolte juive de 66-74 contre Rome (Flavius Josèphe Guerre des Juifs, II, § 520 et VI, § 356).

#### Éclipse
Après la défaite juive de 70, l'Adiabène disparaît de l'histoire pour ne réapparaître qu'en 90, lorsque le roi Sanatruk Ier, qui régnait sur l'Arménie depuis 75 ou 80, obtient simultanément la royauté sur l'Osroène et l'Adiabène. Si le roi d'Adiabène est inconnu pour la période allant de 71 au couronnement de Sanatruk, c'est peut-être parce qu'Abgar VI d'Osroène ne règne alors pas seulement sur l'Osroène, mais aussi sur l'Adiabène.
Lorsqu'en 90, l'arsacide Sanatruk Ier prend le contrôle de l'Osroène et de l'Adiabène, le règne de la dynastie Monobaze sur l'Adiabène semble terminé. Toutefois, le roi Abgar VII d'Édesse (109 - 116) pourrait-être un descendant des Monobaze. En effet, vers 110, le roi parthe Pacorus II, vend  le royaume client d'Osroène à Abgar VII, dont il est signalé qu'il est le fils d'Izatès, roi d'Adiabène.
Celui-ci est mis à mort en 116, par ordre du  général romain Lusius Quietus ou de l'empereur Trajan, alors qu'à la suite de la conquête romaine du royaume d'Arménie (114), de la Mésopotamie (114/115), puis de l'Adiabène, l'Osroène et la Babylonie (116), la population (en particulier les Juifs) s'est révoltée. Abgar VII a probablement favorisé cette révolte, il est exécuté et Édesse est rasée jusqu'aux fondations pour la punir.
Après la domination romaine (v. 116-118) et une brève période (118-123) avec deux co-rois, l'un, Parthamaspatès, vassal des Romains, l'autre, Yalur, vassal des Parthes, Ma'Nu VII réussit à prendre le pouvoir à Édesse et règne de 123 à 139. Ma'Nu VII est lui aussi mentionné comme fils d'Izatès d'Adiabène et frère d'Abgar VII. C'est donc probablement lui aussi un membre de la dynastie, ainsi que son fils Ma'Nu VIII Bar Ma'Nu (139-163).

### L'Adiabène sous Trajan

#### Invasion de l'Adiabène lors de la «guerre parthique» de Trajan (112-116)

Hatra et les principales villes de Haute Mésopotamie et de Syrie à l'époque des conflits entre Parthes et Romains.

C'est l'une des crises de succession du trône arménien qui est, pour Trajan, le prétexte pour déclencher la guerre, mais son intention était de renouveler la geste d'Alexandre le Grand en s'emparant de la Perse (alors contrôlée par les Parthes). Son expédition semble avoir été préparé depuis 111, si ce n'est depuis le début de son règne. Khosrô Ier a en effet placé à la tête de l'Arménie Parthamasiris, sans avoir l'agrément des Romains. Trajan considère qu'il s'agit là d'une remise en cause des accords de Rhandeia (63), datant de Néron et organise une campagne contre les Parthes. Il commence par un voyage vers l'Orient qui débute en septembre ou octobre 113. Trajan reçoit à Antioche l'ambassade du roi Abgar VII d'Osroène (royaume de Mésopotamie occidentale, situé entre l'Empire romain et le royaume des Parthes) et des princes arabes de Mésopotamie dont Mannos de la tribu des Sennites de Singara, Manisaros de Gordyène et Meharsapes, roi d'Adiabène. Le roi Abgar offre de nombreux présents (dont 250 cavaliers en armes) à l'empereur en guise d'excuses pour sa soumission tardive. En 114, l'Arménie est prise. Parthamasiris tente d'obtenir son investiture auprès de Trajan. Ce dernier refuse et Parthamasiris est ensuite assassiné par son escorte à Elegeia, près d'Erzurum, peut-être sur ordre de Trajan.  L'Arménie est dans un premier temps annexée à la province voisine de Cappadoce, avant de devenir une province romaine à part entière. À l'automne, il obtient la soumission officielle du roi Abgar d'Osroène et est invité à passer l'hiver à Édesse. Puis Trajan opère en Mésopotamie en 114-115. Au printemps 115, Trajan quitte l'Arménie à la tête de ses troupes et se dirige vers le sud. Il atteint la vallée du Tigre dans la Haute-Mésopotamie par la passe de Bitlis. Nisibe tombe rapidement sous le contrôle des Romains qui semblent avoir remporté de nombreuses victoires, Trajan ayant été acclamé quatre fois imperator cette année. À la fin de 115, Trajan retourne à Antioche. Sur le chemin du retour, à l'instigation d'Abgar d'Osroène qui parvient à convaincre Trajan, les Romains occupent Batnae, près d'Édesse, capitale des Sporaces d'Antemusia qui n'avaient fait leur soumission que tardivement. En 116, l'Adiabène et la Babylonie sont conquises,. Avec deux armées, Trajan atteint le littoral du golfe Persique (Characène).
La victoire est cependant de courte durée : le pays s'avère très difficile à tenir et les révoltes se multiplient dans les régions nouvellement conquises, notamment au sein des populations juives. Les Parthes retrouvent une certaine unité et se réorganisent. Ils progressent sur les arrières des troupes romaines, reprenant l'Adiabène, menés par les chefs arsacides Meerdotes et Sanatruces,. Une grave insurrection judéo-parthe éclate un peu partout à travers le pays. Profitant de l'absence de Trajan et de la dispersion de ses troupes, la révolte se répand rapidement par l'intermédiaire des caravaniers à toutes les régions conquises récemment par les Romains : les habitants de Séleucie du Tigre, Nisibe et Édesse chassent leurs garnisons romaines. Le général Lusius Quietus est alors chargé de réprimer la révolte, ce qu'il fait en peu de temps avec une dureté qui marque singulièrement les esprits du temps, pourtant accoutumés à la violence guerrière. Lusius rend également un fier service aux Romains en s'emparant des importantes cités révoltées, à forte composante juive de l'Adiabène, comme Nisibe. Il conquiert aussi Édesse qu'il fait raser jusqu'aux fondations pour la punir de sa révolte et dont il fait mettre à mort le roi, Abgar VII (116). Cela permet par la suite aux légions de repasser l'Euphrate sans risque. C'est dans ce contexte que le Livre d'Elkasaï est rédigé en 114-116 ou pendant la dure occupation de l'Adiabène, formant l'essentiel de la province romaine d'Assyrie qui se poursuit jusqu'en 123. Elkasaï est un nazôréen adepte du mouvement créé par Jésus de Nazareth qui a fondé un mouvement baptiste et « gnostique » en proclamant un nouveau baptême de rémission des péchés vers l'an 100. Ce mouvement qui est probablement l'ancêtre des sabéens coraniques est appelé « elkasaïtes » par les Pères de l'Église et souvent qualifié de judéo-chrétien par les théologiens modernes, bien que les historiens estiment que ce qualificatif est source de confusion. Ce mouvement juif, probablement messianiste, qui reconnaissait Jésus-Îsâ comme Messie semble avoir joué un grand rôle dans la mobilisation des juifs d'Adiabène et de Mésopotamie contre les Romains,.
Les Juifs de la diaspora commencent alors une révolte en Cyrénaïque qui touche également l'Égypte et Chypre. À Cyrène, les rebelles (dirigés par une personne du nom de Lukuas ou Andreas, puis semble-t-il un Siméon de Cyrène, tous deux reconnus comme « Messie ») détruisent de nombreux temples païens, parmi lesquels ceux dédiés à Hécate, Jupiter, Apollon, Artémis ou Isis, ainsi que des bâtiments civils symboliques de Rome tels que le caesareum, la basilique et les thermes. Les habitants grecs et romains sont massacrés.
Selon l'historien grec Appien d'Alexandrie (né vers 90, mort vers 160), « ... l'empereur Trajan [...] extermina les Juifs d'Égypte ... ». Un soulèvement des Juifs contre les Grecs éclate en juin-juillet 115 selon Eusèbe de Césarée, plus vraisemblablement en été 116 si l'on s'appuie sur les ostraca trouvés à Edfou. Les désordres se multiplient à travers le pays pour devenir une véritable guerre, qui se termine en août 117 par l'élimination physique d'une grande partie de la communauté juive d'Égypte. La guerre ne concerne pas seulement Alexandrie, mais toute l'Égypte. La Cyrénaïque, qui fournit leur chef aux rebelles, est frontalière de l'Égypte. Dans ces deux pays, c'est Quintus Marcius Turbo, envoyé de l'empereur muni de pouvoirs spéciaux, qui massacre les rebelles juifs. Il est aidé, à Alexandrie, par les Grecs ainsi que, semble-t-il, par des commandos d'esclaves qui « nettoient » le quartier ∆, et dans les campagnes, par les Grecs ainsi que par des villageois égyptiens.
Malgré la répression, la révolte s'étend et se généralise encore. En 117, l'Orient est en feu. Trajan nomme Lusius Quietus gouverneur de Judée avec le rang de légat consulaire. À charge pour lui de mater l'agitation des Juifs révoltés. Le nouveau légat commence par s'emparer de Lydda (Lod) où s'étaient enfermés les derniers rebelles juifs, qu'il fait tous exécuter jusqu'au dernier. Puis il s'occupe des bandes de pillards (ou de zélotes) qui hantent encore le pays avant de marquer son triomphe en plaçant une statue de l'empereur dans les ruines du temple de Jérusalem. À Chypre, la répression semble terrible aussi et désormais les juifs seront interdits sur l'île.
L'armée et l'empereur doivent finalement se retirer de Mésopotamie. L'ensemble de ces révoltes juives de 115-117 est connu dans l'histoire sous le nom de guerre de Quietus (ou de Kitos), du nom du général romain qui les réprima.
Trajan meurt peu après le retrait de Mésopotamie (18 août 117) à Selinus en Cilicie (Turquie actuelle), et ses conquêtes et ses projets sont abandonnés par son successeur Hadrien. Les Parthes toutefois ne retrouvent pas immédiatement une influence forte sur toute la Mésopotamie : la Characène (au fond du golfe Persique) ne leur est à nouveau soumise qu'en 150.

#### La province d'Assyrie créée par Trajan

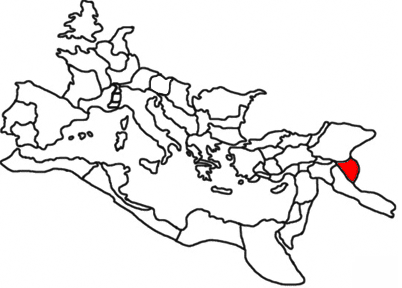
L'Assyrie dans l'Empire romain vers 116 apr. J.-C.

La province romaine d'Assyrie était probablement située dans le Nord de l'Irak actuel. C'est le Breviarum de Rufius Festus qui mentionne que Trajan forma les provinces de « l'Arménie, de la Mésopotamie, de l'Assyrie et de l'Arabie ». Aucune source contemporaine de Trajan n'atteste cependant la création de cette province d'Assyrie, qui n'est mentionnée comme province que dans des sources tardives : son existence historique a donc été remise en cause. Trajan n'a pu créer cette province que vers 115-116 et son existence a été très brève, puisqu'à la mort de Trajan, en 117, son successeur Hadrien évacua les conquêtes orientales dont la conservation était de toute manière fort difficile en raison des grandes révoltes qui s'y étaient développées et des révoltes juives dans presque tout le pourtour de la Méditerranée et notamment en Cyrénaïque, Égypte et Syrie. La dure occupation de la province romaine d'Assyrie se prolonge jusque vers 123.
La localisation de cette possible province de Trajan est aussi discutée. Dion Cassius dans son récit du règne de Trajan assimile l'Assyrie à l'Adiabène. Il a cependant aussi été envisagé que la province d'Assyrie de Trajan désignait en fait la Babylonie.

### Un royaume frontalier des Empires romain et perse
Pris entre l'Orient de l'Empire romain et les régions occidentales de l'Empire parthe puis perse, l'Adiabène fut un des enjeux des nombreux conflits qui opposèrent ces deux empires. Sous Trajan, l'Adiabène a pu être brièvement transformée en province romaine sous le nom d'Assyrie. Septime Sévère mena une campagne contre le royaume, qui avait appuyé son rival Pescennius Niger, lui infligea une défaite, le contraignit au tribut, et célébra sa victoire en prenant le titre d’Adiabenicus. Avec les nouvelles provinces créées en Mésopotamie, puis avec l'alliance passée avec Hatra, la puissance romaine se fit bien plus proche du petit royaume. Par la suite, les victoires du souverain sassanide Shapur Ier éloignèrent sans doute momentanément les Romains de la région. L'Adiabène s'était associée avec Ardachîr contre Artaban IV, c'était un allié fidèle de la dynastie des Sassanides. La mise en défense de l'Orient romain par les princes de Palmyre, en particulier Odénat, entraîna sans doute de la part de ce dernier des opérations en direction de l'Adiabène ; toujours est-il que le titre d’Adiabenicus figure dans la titulature de son héritier Wahballat. Avec le redressement de l'Empire romain, le titre d’Adiabenicus fut repris par d'autres empereurs, en particulier Galère après ses victoires en Orient en 297 et 298.

### L'intégration de l'Adiabène à l'Empire romain

#### Les campagnes de Septime Sévère

La province de Mésopotamie dans l'Empire romain (fin II)

À la fin du IIe et au début du IIIe siècle, Rome, l'Empire parthe, puis l'Empire sassanide et l'Arménie se disputaient cette région. À la suite des victoires des généraux romains lors de la guerre parthique de Lucius Verus, et notamment d'Avidius Cassius entre 164 et 166, Rome put étendre à nouveau son contrôle militaire en direction de ces régions, menant des opérations à Nisibe. Le royaume d'Adiabène restait cependant indépendant et tenta de reprendre le contrôle sur Nisibe au début des années 190. Septime Sévère lors de sa campagne orientale de 195 lui infligea de sévères défaites et pris le titre d'Adiabenicus, « vainqueur de l'Adiabène ». Le royaume d'Osroène, dont la capitale était Édesse et qui se trouvait à l'ouest de l'Adiabène, fut alors transformé en province, à l'exception de sa capitale Édesse. La seconde campagne de Sévère en Orient, en 197, renforça sans doute le contrôle romain dans la région même s'il échoua cependant à triompher d'Hatra.

#### L'organisation provinciale dans la région auIIIesiècle
Les nouvelles zones passées sous le contrôle direct de Rome furent rassemblées en 198 au sein de la nouvelle province de Mésopotamie. D'Ouest en Est on trouvait donc la province d'Osroène dont la capitale était Carrhes (Carrhae, actuelle Harran), le royaume d'Édesse réduit à la portion congrue autour de sa capitale, puis la province de Mésopotamie dont la capitale fut établie à Nisibe. Cette dernière province était protégée par deux légions : la Parthica à Singara et la IIa Parthica à Rhesaena, le commandement de ces légions et le gouvernement de la province étant confié à des membres de l'ordre équestre. En 213, par décision de Caracalla, Édesse perdit son roi Abgar IX et ce qui lui restait d'indépendance pour devenir colonie romaine et être intégrée au nouvel ensemble provincial.

#### Entre Rome et les Sassanides
L'annexion définitive d'Édesse annonçait en fait le début de la réalisation de grands projets de conquêtes par Caracalla, désireux d'envahir l'Empire parthe. Mais le roi des Parthes se dérobant à la bataille, Caracalla ne put que piller l'Adiabène restée indépendante, avant de mourir assassiné par Macrin en 217. Rome entrait dans une période de troubles politiques pour quelques années. Parallèlement son ancien rival, l'Empire des Arsacides était remplacé par l'Empire sassanide à l'organisation plus centralisée et à la politique plus agressive. C'est sans doute cela qui entraîna un renversement d'alliance notable dans la région. La puissante cité d'Hatra qui avait résisté à Septime Sévère et était restée dans la zone d'influence parthe, passa dans l'alliance romaine avant 231. À cette date en effet la route entre le camp romain de Singara et Hatra fut bornée par l'armée romaine qui installa des fortins et des garnisons jusque vers Hatra. La garnison romaine est attestée jusque sous Gordien III. En 240 cependant Hatra fut prise et détruite par Shapur Ier et le contrôle romain remis en cause, même si Philippe l'Arabe parvint par la négociation à garder les territoires romains en 244. Dès lors la région fut constamment disputée au gré des conflits entre Romains et Sassanides.
Au IVe siècle, la région est parfois désignée comme Assyrie par les auteurs des sources littéraires, comme Ammien Marcellin, qui n'ignorent cependant pas le titre officiel de Mésopotamie. Elle est finalement perdue pour Rome en 363, sous le règne de l'empereur Jovien, qui conclut rapidement la paix afin de pouvoir regagner rapidement Constantinople, où il devait consolider son pouvoir.

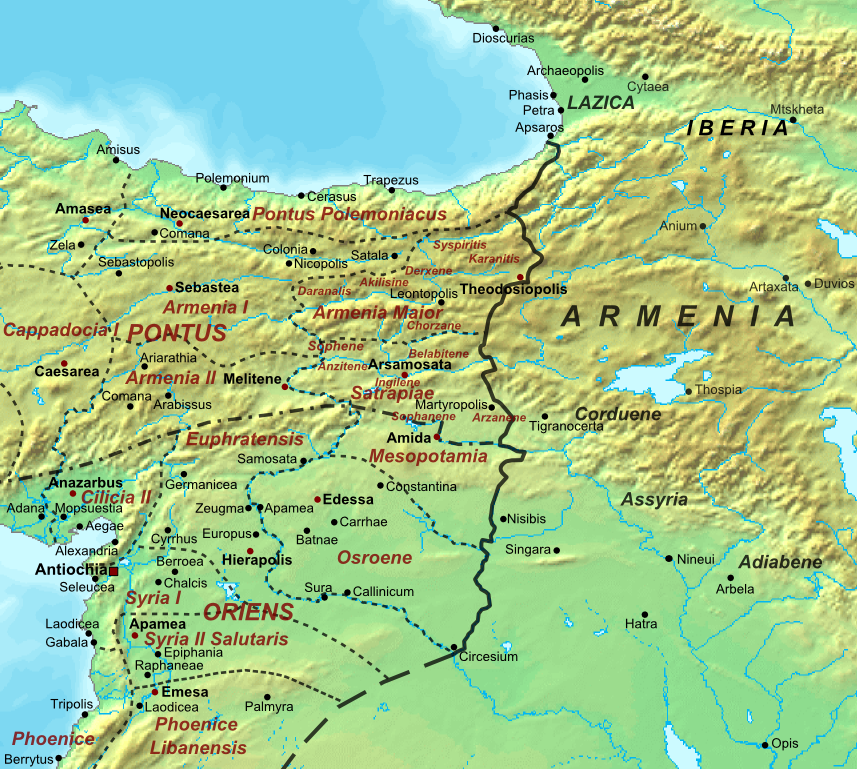
Carte montrant la frontière et les provinces orientales de l'Empire romain au V. Une petite partie des territoires occidentaux de l'Adiabène a été rattachée à l'Osroène.

### Province de la Perse sassanide
Malgré le renversement des Parthes par les Sassanides, les dynasties de ce fief demeurèrent fidèle aux Parthes et résistèrent à l'avance sassanide en Adiabène et Atropatène. En raison de cette résistance et de la différence religieuse, l'Adiabène n'a jamais été considérée comme partie intégrante de l'Iran, même si les Sassanides l'ont contrôlé pendant plusieurs siècles. Après que l'Empire romain a déclaré que le christianisme était sa religion officielle (380), les habitants de l'Adiabène, qui étaient des chrétiens assyriens, se considéraient comme étant plus aux côtés de la Rome chrétienne, plutôt que des Sassanides zoroastriens. L'Empire byzantin a envoyé de nombreuses armées dans la région pendant les guerres byzantino-sassanide, mais cela n'a en rien modifié les limites territoriales.  Le trône d'Adiabène a parfois été occupé par un membre de la maison des Sassanides ; ainsi Ardachîr III (roi de 628 à 630 apr. J.-C.) avait le titre de « roi de Hadyab » avant de monter sur le trône de Perse. L'Adiabène est restée une province de l'Empire sassanide jusqu'à la conquête islamique de la Perse.

## Souverains d’Adiabène
1. Ma'nu Saphul (roi à Nisibe d'environ -40 à -10 - -4)
2. ? Izatès Ier (v. 15 apr. J.-C.) ;
3. Bazeus Monobaze Ier (20 ?–30 ?) ;
4. Hélène d'Adiabène (Tzada Machalta, reine Tzada) (v. 30–58) ;
5. Izatès II bar Monobaze (v. 34–58) ;
  - Vologèse (un rebelle Parthe opposé à Izatès II c. 50) ;
6. Monobaze II bar Monobaze (58 – v. 68 ou 71) ;
7. Inconnu ? (v. 71 - 90) (peut être Abgar VI Bar Ma'Nu (roi d'Osroène de 71 - v. 90)) ;
8. Sanatruk (90-109 ?) (roi arsacide d'Osroène, d'Adiabène et d'Arménie aussi appelé Xosroes) ;
9. Abgar VII Bar Ezad (109-116) ?  (peut-être roi d'Osroène et d'Adiabène);
  - Meharaspes (v. 114–116[76]) ;
10. Empire romain (116–123[61]) : province d'Assyrie créée par Trajan;
  1. Parthamaspatès, co-roi (118 - 123), vassal de Rome ;
  2. arsacide, Yalur, co-roi (118 - 122), vassal des Parthes ;
11. Ma'Nu VII Bar Izatès (123 - 139), roi d'Adiabène et d'Osroène ;
12. Ma'Nu VIII Bar Ma'Nu (139 - 163, puis 165 - 167), roi d'Adiabène et d'Osroène ;
13. Narsai d'Adiabène (v. 170–200) ;
14. Inconnu (200 - ?)
15. Shahrat (Shahrad) (v. 220)
16. Inconnus (v. 220 – v. 310) ;
17. Aphraates (v. 310) ;
18. Empire sassanide (226–649).

## Christianisation de l'Adiabène
La Chronique d'Arbèles impute la première évangélisation de la ville à Addai, plus connu sous le nom de Thaddée d'Édesse. Ce disciple de l'apôtre Thomas aurait préalablement fondé la communauté nazaréenne d'Édesse. Dès le début du IIe siècle « les épiscopes d'Adiabène portent des noms typiquement juifs (voir ci-dessous): Samson, Isaac, Abraham, Moïse, Abel. » François Blanchetière précise qu'« aucun de ces renseignements ne peut être pris en toute certitude historique. »
Au IIe siècle, Tatien le Syrien auteur du Diatessaron et un temps disciple de Justin de Naplouse, est originaire de cette région.

Au début du IVe siècle, Sozomène considère l'Adiabène comme chrétienne pour l'essentiel. Le christianisme décline après l'époque mongole au XIVe siècle.

## Évêques d’Adiabène
La liste des évêques ci-dessous a été établie à partir de la Chronique d'Arbèles, un document trouvé et traduit par Alphonse Mingana et édité en 1907. Lors de sa publication, elle a fait l'objet d'une polémique contestant son authenticité ; Mingana a même été accusé d'avoir produit un faux. Aujourd'hui, cette polémique est éteinte et l'original de cette chronique a rejoint la Collection Mingana depuis bien longtemps.
1. Pkidha (104–114) ;
2. Semsoun (ou Samson) (120–123) ;
3. Isaac (135–148) ;
4. Abraham (148–163) ;
5. Noh (163–179) ;
6. Habel (183–190) ;
7. Abedhmiha (190–225) ;
8. Hiran (225–258) ;
9. Saloupha (258–273) ;
10. Ahadabuhi (273–291) ;
11. Sri'a (291–317) ;
12. Iohannon (317–346) ;
13. Abraham (346–347) ;
14. Maran-zkha (347–376) ;
15. Soubhaliso (376–407) ;
16. Daniel (407–431) ;
17. Rhima (431–450) ;
18. Abbousta (450–499) ;
19. Joseph (499–511) ;
20. Huana (511–?).

## Yârsânisme et Adiabène
La religion Kak'aï (ou yârsânisme) est aujourd'hui encore existante dans cette région. Elle compterait encore un million de membres. Ses adeptes se perçoivent comme des descendants d'Adiabène, ce qui est fortement contesté par la plupart des spécialistes.
Pour ses adeptes, cette religion aurait commencé au temps de Daniel, au VIe siècle. Lorsque le roi Darius accepta le prophète juif Daniel, beaucoup de Kurdes auraient suivi sa prophétie. C'est à cette époque qu'aurait commencé la religion Kak'aï (yârsânisme). Ce point de vue est fortement contesté par les spécialistes pour qui le yârsânisme s'apparente aux autres groupes hétérodoxes islamiques ésotériques (batinites ou chiites Ghulāt tels les Alevi, les Shabak, les Jahalten ou Kirklar, etc.) D'ailleurs, les membres de cette communauté pratiquent la taqiyya (dissimulation) comme les chiites.
Les disciples du yârsânisme se nomment néanmoins les « adeptes du roi David ». Pour leurs cérémonies, les Kak'aï utilisent les psaumes de David. Aujourd'hui, il ne reste que deux centres religieux, nommés Karnigan (Kurdistan irakien), et Surpilzhau (Kurdistan iranien). Le nombre des Kak'aï a beaucoup diminué puisqu'ils ont été victimes des persécutions de l'Iran et de Saddam Hussein.